# Piquete (militar)

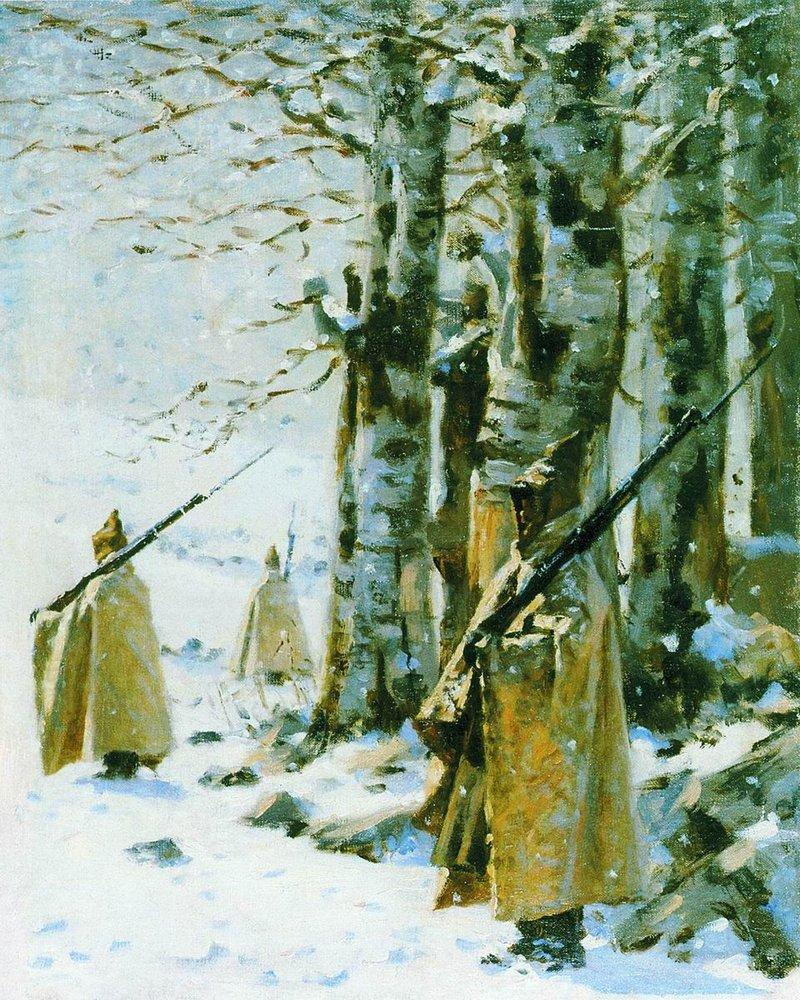
Piquete nos Bálcãs (1878), pintura de Vasili Verechagin.

Um piquete (arcaicamente, picquet [variante de forma piquet]) é um soldado, ou pequena unidade de soldados, colocado em uma linha de defesa à frente de uma posição amigável para fornecer aviso e detecção oportuna contra um avanço inimigo. Pode também referir-se a qualquer unidade (por exemplo, um veículo explorador, aeronaves de vigilância ou navio-patrulha) que desempenhe uma função semelhante. Um piquete que guarda uma posição fixa pode ser conhecido como sentinela ou guarda.

## Origens
O piquete (fr. piquet, uma estaca pontiaguda ou cavilha, de piquer, "apontar ou "furar"), acredita-se ter se originado no Exército Real francês por volta de 1690, a partir da circunstância de que uma companhia de infantaria em serviço em posto avançado dispersava seus mosqueteiros para vigiar, com um pequeno grupo de piqueiros chamado piquet permanecendo em reserva. Ele estava em uso no Exército britânico antes de 1735 e provavelmente muito antes.

## Utilização
Piquete agora se refere a uma unidade (navio ou exército) mantendo uma vigia. Isso pode significar uma vigia em relação ao inimigo, ou outros tipos de vigia, por exemplo, piquete de tiro. Isso pode ser comparado ao ato de guarda da sentinela.

Um piquete escalonado consiste, por exemplo, em dois soldados onde um soldado fica em descanso de cada vez. Isto é para que em qualquer piquete um soldado esteja descansado, tendo acabado de começar o piquete, enquanto o outro esteja pronto para ser substituído. Embora seja exigido que cada soldado mantenha a vigília durante toda a duração de um turno, no meio de cada turno um novo soldado é colocado em vigília.

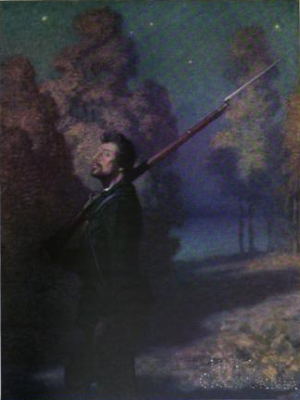
A Guarda de Piquete, ilustração de N. C. Wyeth para a seção de mesmo nome no poema All Quiet Along the Potomac.
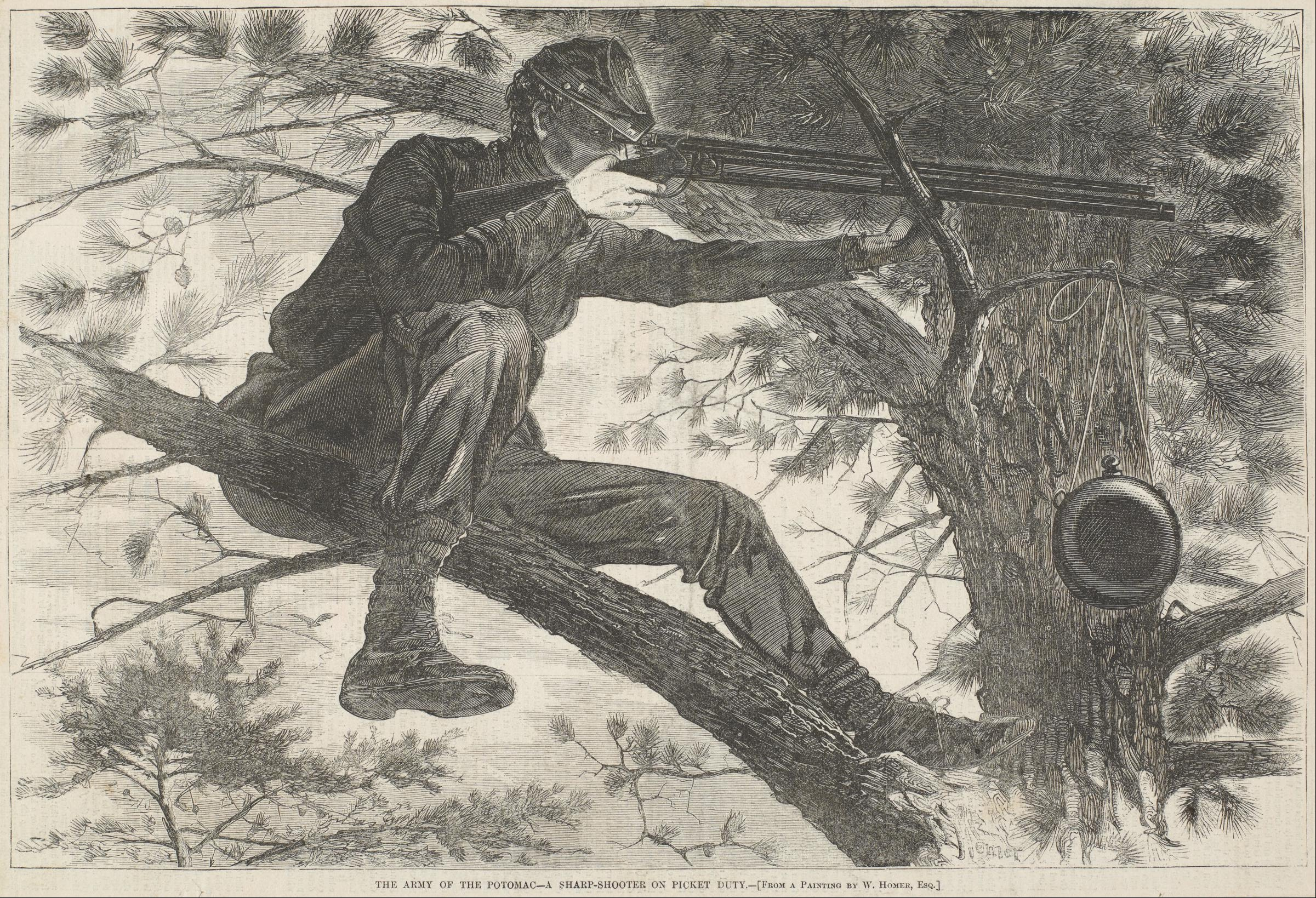
O Exército do Potomac - Um Sharpshooter em serviço de piquete, por Winslow Homer, 1862.